# Berlikumerwijd
Het Berlikumerwijd (Fries en officieel: Berltsumer Wiid) is een kanaal in de gemeente Waadhoeke in de Nederlandse provincie Friesland.
Het Berlikumerwijd loopt van Berlikum in zuidwestelijke richting langs Klooster Anjum naar de De Rie bij Ried. De lengte van het kanaal bedraagt circa 5 kilometer. Het kanaal maakt deel uit van de Friese waterwegen is verbonden met het Van Harinxmakanaal in het zuidwesten bij Franeker via De Rie en in het zuidoosten bij Leeuwarden via de Berlikumervaart en de Menaldumervaart.  Het kanaal maakt deel uit van de route van de Elfstedentocht.

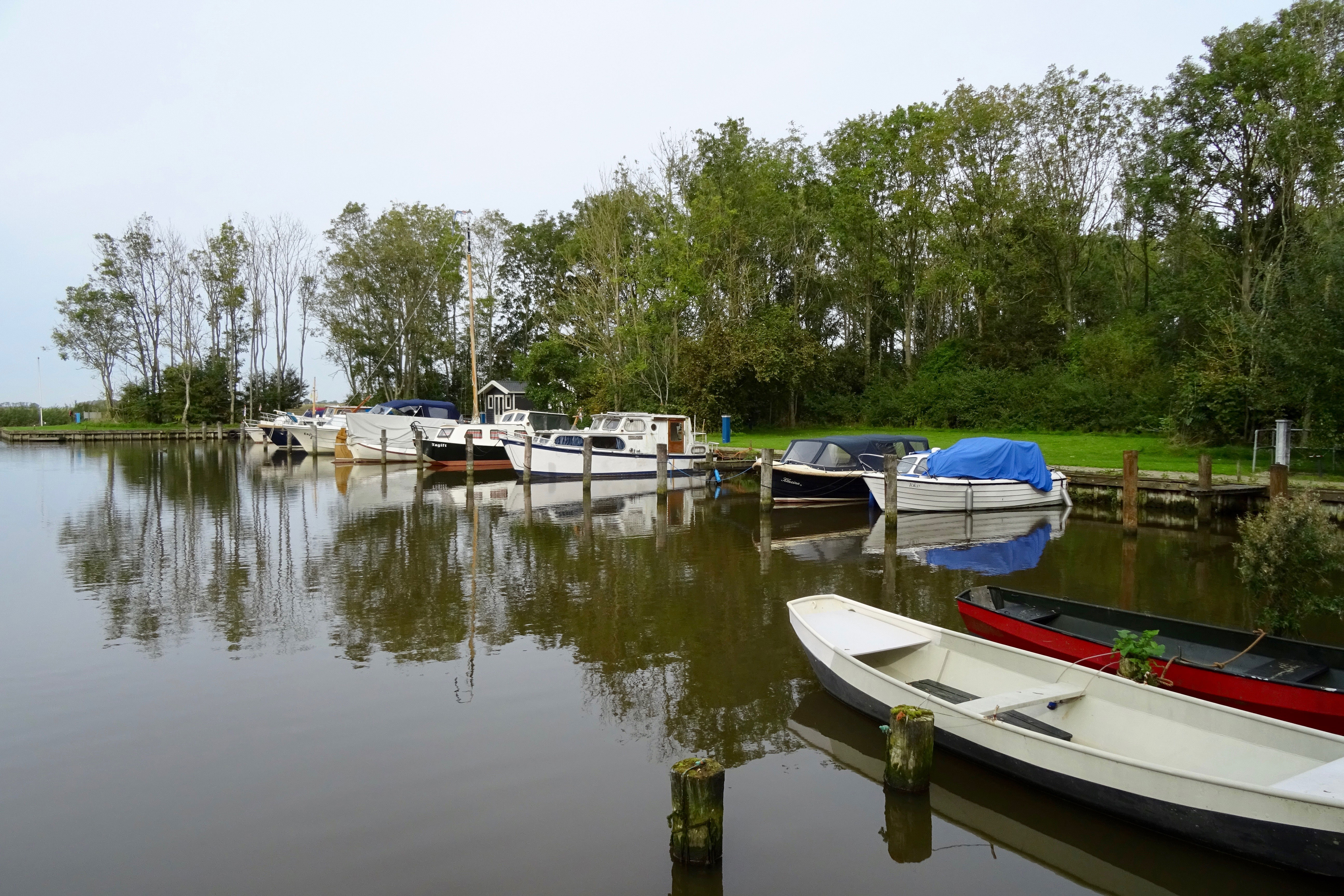
Jachthaven in Ried (aan de De Rie en het Berlikumerwijd)

Zwette · Stadsgracht (Sneek) · Geeuw · Wijddraai · Wijde Wijmerts · Nauwe Wijmerts · Noorder Ee · Ee (Woudsend) · Slotermeer · Slotergat · Slotermeer · Luts · Van Swinderenvaart · Spookhoekstervaart · Rijstervaart · Oud-Karre · Johan Frisokanaal · Morra · Johan Frisokanaal · Noorderdijkvaart · Het Wijd · De Gronzen · Indijk · Zijlroede (Hindeloopen) · Oude Oostervaart · Dijkvaart · Horsa · Burevaart · Diepe Dolte · Workumertrekvaart · Het Kruiswater · Stadsgracht (Bolsward) · Witmarsumervaart · Harlingervaart · Bolswardervaart · Zuidoostersingel · Noordoostersingel · Noordergracht (Harlingen) · Van Harinxmakanaal · Sexbierumervaart · Noordergracht (Franeker) · Dongjumervaart · Ried · Berlikumerwijd · Moddergat · Wierzijlsterrak · Blikvaart · Zuidhoekstervaart · Ouwe Rij · Leistervaart · Finkumervaart · Dokkumer Ee · Het Kleindiep · Dokkumer Ee · Oudkerkstervaart · Murk · Ouddeel · Bonkevaart (finish)